# Muzułmańska Gmina Wyznaniowa w Bydgoszczy
Muzułmańska Gmina Wyznaniowa w Bydgoszczy – muzułmańska jednostka organizacyjna z siedzibą w Bydgoszczy, wchodząca w skład Muzułmańskiego Związku Religijnego w RP.
Gmina nie posiada własnego domu modlitwy, w związku z czym modlitwy odbywają się w pobliskich miejscowościach, gdzie takie istnieją.